# Oneida megye (Idaho)
Oneida megye az Amerikai Egyesült Államokban, azon belül Idaho államban található. Megyeszékhelye és legnagyobb városa Malad City. Lakosainak száma 4564 fő (2020. április 1.). Oneida megye Power, Bannock, Franklin, Cassia, Cache és Box Elder megyékkel határos.

## Népesség
A megye népességének változása:
| Lakosok száma | 4296 | 4232 | 4233 | 4275 | 4281 | 4564 |
|               | 2010 | 2011 | 2012 | 2013 | 2015 | 2020 |